# Nádson da Silva Almeida
Nádson da Silva Almeida (Lauro de Freitas, 22 luglio 1989) è un calciatore brasiliano, centrocampista del Barcelona-BA.

## Caratteristiche tecniche
È un trequartista.

## Carriera
È cresciuto nelle giovanili del São Carlos.